# Kirkby Malham
Kirkby Malham est un village et une paroisse civile du Yorkshire du Nord, en Angleterre.